# Antena fractal
Una antena fractal es una antena que utiliza un fractal, diseñado para maximizar la distancia o el perímetro que puede recibir o transmitir, en un volumen o superficie dada. 
La clave de su aspecto es la repetición de un patrón sobre uno o más espacios. Por esta razón, las antenas fractales son muy compactas, son multibanda o de espectro expandido y tienen varias utilidades en telefonía móvil y comunicación por microondas.

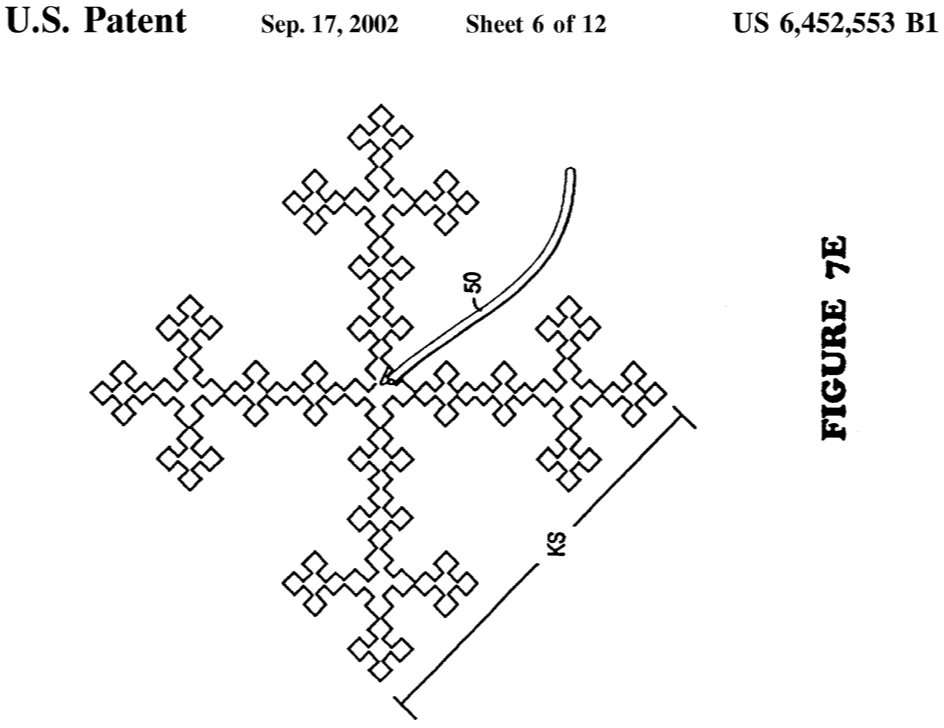
Ejemplo de antena fractal de tipo islas de Minkowski, según la patente americana US 6,452,553.

Una antena fractal tiene una respuesta en frecuencia completamente diferente a las antenas tradicionales ya que es capaz de ofrecer excelentes ganancias en diferentes frecuencias de manera simultánea. En la mayoría de las antenas tradicionales existe una frecuencia para la cual ofrecen su máxima ganancia y en el resto de frecuencias la ganancia se ve rápidamente reducida. Por esto las antenas fractales son idóneas para aplicaciones de amplio espectro frecuencial o multibanda.